# Quintette à cordes de Bruckner
Pour les articles homonymes, voir Quintette à cordes (homonymie).
Le Quintette à cordes en fa majeur, WAB 112, d'Anton Bruckner a été composé en 1878/79 à Vienne.

## Historique
Josef Hellmesberger I, le supérieur de Bruckner, lui demanda de composer un quatuor à cordes. Au lieu d'un quatuor à cordes, Bruckner composa un quintette à cordes. La composition débuta en décembre 1878 et fut terminée le 12 juillet 1879. Bruckner dédicaça le Quintette au Duc Max Emanuel de Bavière. Lorsqu'il examina la partition, Hellmesberger trouva le scherzo trop difficile pour les exécutants. Pour cette raison, Bruckner composa un Intermezzo moins exigeant dans la même tonalité, en guise d'alternative pour le scherzo.
Les trois premiers mouvements ont été créés par le Quatuor Winkler avec Julius Desing comme second alto le 17 novembre 1881 dans la Bösendorfersaal à Vienne. Le Quatuor Winkler avec Herrn Hummer comme second alto l'exécuta ensuite en version intégrale à trois reprises, la première fois le 5 avril 1884. Ce n'est finalement qu'en 1885 (le 8 janvier 1885) que le Quatuor Hellmesberger exécuta le Quintette avec le scherzo original, avec Max Mustermann comme second alto. Le Duc Emanuel apprécia la composition et gratifia Bruckner d'une broche en diamant. En tout, vingt-trois exécutions du Quintette eurent lieu au cours de le vie de Bruckner.

## Composition
Le Quintette à cordes, composé pour deux violons, deux altos et un violoncelle, est en quatre mouvements :
1. Gemäßigt, fa majeur, 3/4
2. Scherzo : Schnell, ré mineur, Trio : Langsamer, mi bémol majeur, 3/4
3. Adagio, sol bémol majeur, 4/4
4. Finale : Lebhaft bewegt, de fa mineur à fa majeur, 4/4

Durée : environ 43 minutes. Initialement, le scherzo était placé en troisième position, comme dans la plupart des symphonies de Bruckner.
Cette seule grande œuvre de musique de chambre de Bruckner est symphonique, avec par ailleurs une écriture instrumentale nettement différenciée. Une mine d'idées musicales y est déployée : la polyphonie et le travail des motifs thématiques jouent un rôle important et un pattern coloré s'y déploie sur la tessiture et les voix des divers instruments, avec des modulations audacieuses, des renversements de thèmes et des changements en demi-tonalité, comme l'adagio en sol bémol majeur. À la différence des symphonies de Bruckner, la forme est plus compacte et la partition débute avec une mélodie en 3/4 sur une pédale du violoncelle. Par contre, le finale commence, comme dans les symphonies, par un trémolo. La combinaison de toutes les idées musicales à la fin du premier mouvement et les trois thèmes du finale sont également similaires à ceux des symphonies de Bruckner. Comme celui de la suivante Septième symphonie, le finale est en "forme arche" – c.-à.d. avec reprise inversée (C'B'A').
Le biographe de Bruckner Derek Watson trouve l'œuvre « en aucun cas une 'symphonie pour cinq instruments à cordes' et elle ne demande pas au quintette d'aller au-delà de ses capacités, sauf peut-être lors des dernières dix-sept mesures du finale, où [Bruckner] réfléchit trop en termes d'orchestre. » Dans l'édition révisée de 1992 de The Essence of Bruckner, Robert Simpson retire les réserves qu'il avait exprimées au sujet de cette composition dans les deux premières éditions et décrit le Quintette comme « l'une des œuvres de musique de chambre les plus idiosyncrasiques, mais aussi les plus profondes depuis Beethoven. »
After the enormous effort of the Fifth Symphony and the simultaneous revision of nearly all of his other major works, all accomplished by 1878, Bruckner regrouped his resources by undertaking new works on a deliberately smaller scale, in which he stylistic resources could continue to develop in more intimate and controllable dimensions.
Traduction : Après l'énorme effort de la Cinquième Symphonie et la révision simultanée de presque toutes ses autres œuvres majeures, toutes accomplies en 1878, Bruckner a regroupé ses ressources en entreprenant de nouvelles œuvres à une échelle délibérément plus petite, dans lesquelles ses ressources stylistiques pouvaient continuer à se développer dans des dimensions plus intimes et contrôlables.

## Versions et éditions
Dans le manuscrit original de Bruckner (1879), le mouvement lent, un "Andante, quasi allegretto", était placé comme deuxième mouvement, et il fut également joué ainsi par Helmesberger. Dans la première édition (Gutmann), il est placé comme "Adagio" en troisième position après le scherzo.
En 1884, Bruckner apporta quelques modifications à la partition, notamment une autre coda au finale. Ces modifications ne sont pas prises en compte dans la première édition,.
- Gutmann (1884) : cette première édition inclut un marquage de métronome qui ne vient pas de Bruckner : Gemäßigt = 72; Schnell = 138; Adagio = 56; Lebhaft bewegt = 144[4].
- Woess Universal Edition (1922) : cette ré-édition inclut les derniers ajustements de Bruckner
- Nowak (1963) : édition critique basée sur le  manuscrit de Bruckner. L'édition Nowak inclut les modifications autographes de Bruckner dans le manuscrit original et la copie de 1884[11].
- Gerold W. Gruber (2007) : cette nouvelle édition critique inclut dans les deux premiers mouvements quelques passages facultatifs, qui avaient été supprimés dans l'édition Nowak (les mesures 245-264 dans la coda du premier mouvement, et les mesures 63-82 dans le scherzo)[1],[11].

## Discographie
Il y a environ 60 enregistrements du Quintette à cordes. Le premier enregistrement a été réalisé par le Prisca-Quartett en 1937.
Quelques excellents enregistrements sont, selon Hans Roelofs, entre autres ceux par le Keller Quartett, le Koeckert Quartett, le Quatuor Amadeus, le Quintett der Wiener Philharmoniker (Vienna Philharmonia Quintet), le Quatuor Melos, le Raphael Quartett, L'Archibudelli, le Quintette à cordes de Vienne, le Quatuor à cordes de Leipzig, le Fine Arts Quartet et le Bartholdy Quintet.
- Quatuor Koeckert (en), Georg Schmid (second alto). Anton Bruckner - String Quintet, F major. LP : DG LPM 18042, 1952 ; transféré sur CD : Forgotten Records (France) fr 225
- Keller Quartett, Georg Schmid (second alto). Anton Bruckner - Complete Chamber Works. LP : Da Camera magna SM 92707/8, 1962 ; transféré sur CD : Musical Heritage Society MHS 1363/4
- Amadeus Quartet, Cecil Aronowitz (second alto). Bruckner - Streichquintett F-Dur. LP : DG LPM 18963, 1964 ; transféré sur CD : DG (Japon) DG 477 573 9
- Vienna Philharmonia Quintet. Bruckner - String Quintet in F major, Intermezzo in D minor for string quintet. LP : Decca STS 15400, 1974 ; transféré sur CD : Decca 430 296-2 (sans l'Intermezzo)
- Melos Quartett, Enrique Santiago (second alto). Bruckner - Streichquintett F-Dur. CD : Harmonia Mundi HMC 901421, 1992
- Raphaël Quartett, Prunella Pacey (second alto). Bruckner: String Quintet; Rondo; Intermezzo. CD : Globe 5078, 1992
- L'Archibudelli. String Quintet. Intermezzo. Rondo. String Quartet. CD : Sony Classical Vivarte SK 66 251, 1994 - sur instruments d'époque
- Quintette à cordes de Vienne, Bruckner: String Quintet in F, Intermezzo in D. CD : Camerata 30CM-399, 1994
- Quatuor à cordes de Leipzig, Hartmut Rohde (second alto). Bruckner: String Quintet F major / String Quartet C minor. CD : MDG 307 1362-2, 2005.
- Fine Arts Quartet, Gil Sharon (second alto). Bruckner: String Quintet in F Major / String Quartet in C Minor. CD : Naxos 8.570788, 2007
- Ensemble Hyperion, Five to six. CD: Paladino Music pmr 0021, 2008 – avec la Fantasie en fa mineur de Schubert (arr. par F. Lermer pour sextuor à cordes)
- Fitzwilliam Quartet, James Boyd (second alto). Anton Bruckner: String Quintet / String Quartet. CD : Linn LC 11615, 2011 - sur instruments d'époque
- Bartholdy Quintet, Bruckner – Zemlinsky String Quintets – CD : CAvi Musique 8553348, 2013

## Sources
- Anton Bruckner: Sämtliche Werke: Band XII/2: Streichquintett F-Dur / Intermezzo D-Moll, Musikwissenschaftlicher Verlag der Internationalen Bruckner-Gesellschaft, Leopold Nowak (Éditeur), Vienne, 1963 ; édition révisée par Gerold G. Gruber, 2007
- Robert Simpson, The Essence of Bruckner: An essay towards the understanding of his music, Victor Gollancz Ltd, Londres, édition révisée, 1992
- Uwe Harten, Anton Bruckner. Ein Handbuch, Residenz Verlag, Salzbourg, 1996  (ISBN 3-7017-1030-9)
- Derek Watson, Bruckner, J. M. Dent & Sons Ltd, Londres, 1997
- Cornelis van Zwol, Anton Bruckner – Leven en Werken, Uit. Thot, Bussum, Pays-Bas, 2012  (ISBN 978-90-6868-590-9)
- William Carragan, Anton Bruckner - Eleven Symphonies, Bruckner Society of America, Windsor, 2020 -  (ISBN 978-1-938911-59-0)